# Rübezahl-Schanze
Die Rübezahl-Schanze in Janské Lázně (dt. Johannisbad), Tschechoslowakei, war eine Skisprungschanze von der Größe K 50.

## Geschichte
Die Schanze wurde 1921 erbaut. 1925 war sie Austragungsort der ersten nordischen Ski-Weltmeisterschaften. Der weiteste Sprung gelang dem Deutsch-Tschechen  František Wende 1927 mit einer Weite von 55 Metern. 
1931 wurden dort die tschechischen und 1939 die Meisterschaften des Hauptverbandes Deutscher Wintersportvereine der Tschechoslowakischen Republik (HDW) ausgetragen.
Nach einer Instandsetzung nach dem Zweiten Weltkrieg erfolgte 1956 eine grundlegende Neukonstruktion durch den tschechischen Architekten und Schanzenkonstrukteur Karel Jarolímek (1888–1970). Danach war die Schanze noch bis 1965 in Betrieb und wurde später abgerissen.

## Internationale Wettbewerbe
| Datum            | Kategorie         | Schanze | 1. Platz     | 2. Platz        | 3. Platz        |
| ---------------- | ----------------- | ------- | ------------ | --------------- | --------------- |
| 15. Februar 1925 | Weltmeisterschaft | K50     | Wilhelm Dick | Henry Ljungmann | František Wende |